# Tarta placenta
La tarta placenta es un plato de la antigua Grecia y Roma que consiste en muchas capas de masa intercaladas con una mezcla de queso y miel y aromatizadas con hojas de laurel, horneadas y luego cubiertas con miel. El postre se menciona en textos clásicos como los poemas griegos de Arquéstrato y Antífanes, así como en el De agri cultura de Catón el Viejo. Se cree que está relacionado con el baklava.

## Etimología
La palabra latina placenta se deriva del griego plakous que sirve para panes planos finos o en capas.
La placenta del embarazo de los mamíferos recibe ese nombre debido a la semejanza percibida entre su forma y la de una tarta placenta.

## Historia
Numerosos autores afirman que la placenta y, por lo tanto, probablemente el baklava, derivan de una receta de la antigua Grecia. La Odisea de Homero, escrita alrededor del año 800 a. C., menciona panes finos endulzados con nueces y miel. En el siglo V a. C., Filóxeno afirma en su poema "Cena" que, en el último momento de una comida, los anfitriones preparaban y servían una tarta de queso hecha con leche y miel que luego se horneaba hasta formar un pastel.
Una mención temprana en lengua griega del plakous como postre (o manjar de segunda mesa) proviene de los poemas de Arquéstrato. Describe el plakous como plato servido con nueces y frutas secas y elogia la versión ateniense del plakous bañada en miel.
Antífanes (siglo IV a. C.), contemporáneo de Arquéstrato, proporcionó una descripción elaborada de plakous con harina de trigo y queso de cabra como ingredientes clave:
Los arroyos de la abeja leonada, mezclados con el río cuajado de las cabras baladoras, colocados sobre un receptáculo plano de la hija virgen de Deméter [miel, queso, harina], deleitándose con diez mil delicados aderezos – ¿o debería decir simplemente plakous? 'Estoy a favor de Plakous' (Antífanes citado por Ateneo).
Más tarde, en el año 160 a. C., Catón el Viejo proporcionó una receta de placenta en su De agri cultura que Andrew Dalby considera, junto con otras recetas de postres de Catón, como parte de la "tradición griega" y posiblemente copiada de un libro de cocina griego.
"Dar forma a la placenta de la siguiente manera: colocar una sola fila de tracta a lo largo de toda la masa base. Luego se cubre con la mezcla [queso y miel] del mortero. Coloque otra fila de tracta encima y continúe así hasta que se haya usado todo el queso y la miel. Terminar con una capa de tracta ... Coloque la placenta en el horno y coloque una tapa precalentada encima [...] Cuando esté lista, se vierte miel sobre la placenta." (Cato el Viejo, De Agri Cultura )

## Legado
Varios eruditos modernos sugieren que los descendientes romanos orientales (bizantinos) del postre grecorromano, plakountas tetyromenous ("placenta con queso") y koptoplakous (griego bizantino: κοπτοπλακοῦς), son los antepasados de la tiropita o banitsa modernas respectivamente. El nombre placenta se utiliza hoy en día en la isla de Lesbos en Grecia para describir un postre tipo baklava de hojas de masa en capas que contienen nueces trituradas que se hornean y luego se cubren con miel. La masa para esta placenta moderna se elabora con finas hojas de masa desmenuzable empapadas en almíbar simple. Se añade ouzo a la masa.
A través de su nombre griego bizantino plakountos, el postre fue adoptado en la gastronomía de Armenia como plagindi, plagunda y pghagund, todos "tortas de pan y miel". Del último término proviene el nombre árabe posterior iflaghun, que se menciona en el libro de cocina árabe medieval Wusla ila al-habib como una especialidad de los armenios de Cilicia asentados en el sur de Asia Menor y asentados en los reinos cruzados vecinos del norte de Siria. Por lo tanto, el plato pudo haber viajado al Levante mediterráneo en la Edad Media a través de los armenios, muchos de los cuales emigraron allí después de la primera aparición de las tribus turcas en la Anatolia medieval.
Otras variantes del plato grecorromano sobrevivieron hasta la era moderna en forma de la placenta rumana (una masa plana horneada que contiene queso) y la palatschinke vienesa (un panqueque muy fino parecido a una crepe; también común en la Península balcánica, Europa central y oriental).